# Бала-Ґазаф-Руд
Бала-Ґазаф-Руд (перс. بالاگزاف رود) — село в Ірані, у дегестані Бі-Балан, у бахші Келачай, шагрестані Рудсар остану Ґілян. За даними перепису 2006 року, його населення становило 614 осіб, що проживали у складі 176 сімей.

## Клімат
Середня річна температура становить 15,29 °C, середня максимальна – 29,06 °C, а середня мінімальна – 1,43 °C. Середня річна кількість опадів – 1117 мм.
| Клімат поселення                              | Клімат поселення | Клімат поселення | Клімат поселення | Клімат поселення | Клімат поселення | Клімат поселення | Клімат поселення | Клімат поселення | Клімат поселення | Клімат поселення | Клімат поселення | Клімат поселення | Клімат поселення |
| Показник                                      | Січ.             | Лют.             | Бер.             | Квіт.            | Трав.            | Черв.            | Лип.             | Серп.            | Вер.             | Жовт.            | Лист.            | Груд.            |                  |
| Середній максимум, °C                         | 10,70            | 10,92            | 12,79            | 17,76            | 22,16            | 26,62            | 29,06            | 28,98            | 25,93            | 21,80            | 17,29            | 12,99            |                  |
| Середня температура, °C                       | 6,07             | 6,28             | 8,16             | 13,11            | 17,53            | 21,98            | 24,80            | 24,69            | 21,65            | 17,52            | 12,99            | 8,70             |                  |
| Середній мінімум, °C                          | 1,43             | 1,64             | 3,50             | 8,46             | 12,87            | 17,33            | 20,50            | 20,42            | 17,36            | 13,25            | 8,72             | 4,42             |                  |
| Норма опадів, мм                              | 94               | 82               | 80               | 42               | 44               | 37               | 34               | 58               | 138              | 226              | 160              | 122              |                  |
| Середньомісячна швидкість вітру, м/с          | 2.40             | 2.50             | 2.50             | 2.40             | 2.41             | 2.65             | 2.68             | 2.34             | 2.17             | 2.02             | 2.08             | 2.30             |                  |
| Середньомісячна сонячна радіація, кДж/м²·день | 7211             | 9244             | 11171            | 15255            | 19512            | 21255            | 21557            | 18412            | 14892            | 10853            | 8705             | 6855             |                  |
| --------------------------------------------- | ---------------- | ---------------- | ---------------- | ---------------- | ---------------- | ---------------- | ---------------- | ---------------- | ---------------- | ---------------- | ---------------- | ---------------- | ---------------- |
| Джерело:                                      |                  |                  |                  |                  |                  |                  |                  |                  |                  |                  |                  |                  |                  |